# Harvey Logan
Harvey Alexander Logan (1867 - 17 juin 1904), connu sous le nom de Kid Curry, est un hors-la-loi et pistolero qui a fait partie avec Butch Cassidy et le Sundance Kid du tristement célèbre gang de la Wild Bunch. Bien qu'il soit moins connu que ses comparses, il a été depuis qualifié du "plus violent de la Wild Bunch". Il aurait tué au moins neuf policiers dans cinq fusillades différentes, et deux autres hommes dans d'autres occasions, et a été impliqué dans plusieurs fusillades avec la police et des civils pendant ses jours de hors-la-loi.

## Jeunesse
Kid Curry est né dans le canton de Richland, comté de Tama, en Iowa. Sa mère est morte en 1876, et ses frères, Hank, Johnny et Lonny, ont déménagé à Dodson, dans le Missouri, pour vivre avec leur tante Lee Logan. Jusqu'à au moins 1883, Curry a gagné sa vie en débourrant des chevaux au Cross L ranch, près Rising Star, au Texas. C'est là qu'il rencontra et se lia d'amitié avec le nommé "Flat Nose" George Curry, dont il prit son nouveau nom de famille. Ses frères adoptent bientôt le même nom de famille. Les trois frères étaient connus comme des travailleurs acharnés jusqu'à ce qu'ils soient payés. L'argent ne restait pas longtemps dans leurs poches. Ils avaient tous un penchant pour l'alcool et les femmes. Kid Curry revenait souvent d'un braquage de train ou de banque, se saoulait et couchait avec des prostituées jusqu'à ce que sa part de butin ait disparu. Une fois Kid Curry devenu célèbre, les prostituées le désigneront souvent comme père quand elles étaient enceintes. Les enfants ont été appelés les « Curry Kids ». Selon la croyance, Kid Curry aurait eu jusqu'à quatre-vingt-cinq enfants. Le nombre d'enfants qu'il a effectivement engendrés doit être probablement moins de cinq. Les descendants des « Curry Kids » restent éparpillés à travers le comté d'Eastland et les environs à ce jour.
Il a travaillé comme cow-boy sur une transhumance à Pueblo, Colorado, en 1883. À Pueblo, il a été impliqué dans une bagarre de saloon. Pour éviter l'arrestation, il a fui, s'installant dans le sud du Wyoming. Au Wyoming, Curry travaillait au ranch Circle Diamond. De l'avis général, quand il était sobre, Curry était gentil, sympathique et loyal envers ses amis et ses frères. Il est chassé de la parcelle de terres qu'il cultivait par de gros éleveurs.

## Vie de hors-la-loi

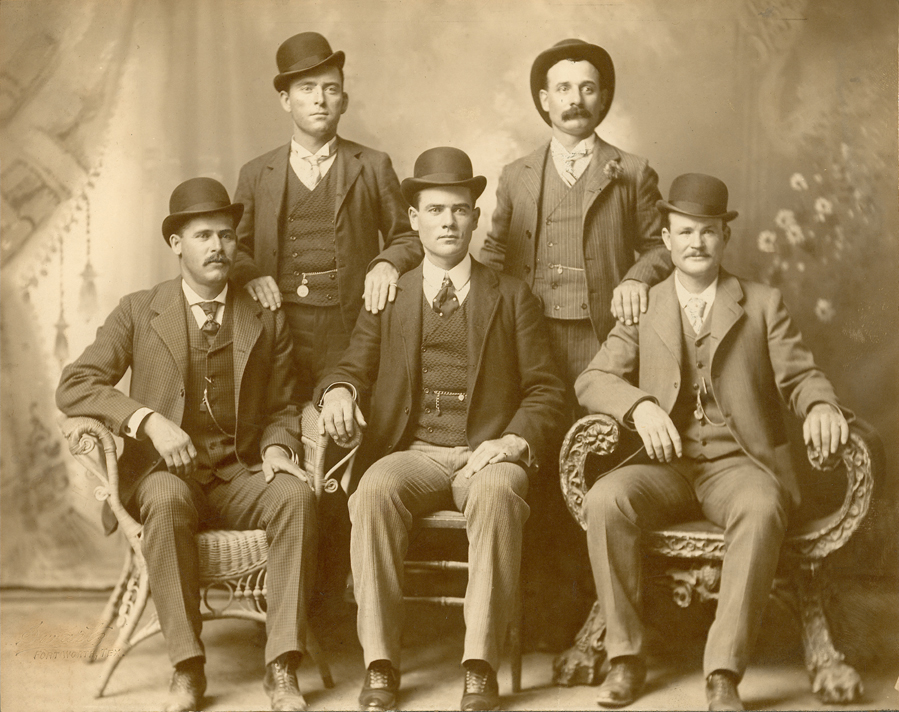
Kid Curry, debout à droite; Fort Worth, Texas, 1900

Les événements qui ont changé le cours de sa vie ont commencé quand son frère Hank et ami Jim Thornhill ont acheté un ranch à Rock Creek, dans ce qui était alors le comté de Chouteau, dans le Montana et est maintenant le comté de Phillips, toujours dans le Montana,,. Le ranch était près de la ville minière de Landusky. Le shérif Powell "Pike" Landusky, fondateur de la ville, lui mène rapidement la vie dure. Landusky, selon certains rapports de l'époque, a confronté Curry et l'a attaqué, croyant que Curry avait une relation avec sa fille, Elfie. Landusky a alors déposé des accusations d'agression contre Curry, qui a été arrêté et battu.
Deux amis de Curry, A.S. Lohman et Frank Plunkett, ont payé une caution de 500 $ pour la libération de Curry. La fille de Landusky, Elfie, a plus tard prétendu que c'était le frère de Curry, Lonny, avec qui elle avait une relation. Cependant, la confession est venue trop tard. Le 27 décembre 1894, Curry a attrapé Landusky dans un saloon local, et a frappé Landusky, l'étourdissant. Curry, croyant évidemment que le combat était terminé, commença à s'éloigner. Landusky tira son pistolet et commença à menacer Curry, qui était désarmé. L'ami de Curry et l'associé de son frère, Jim Thornhill, a donné à Curry son pistolet. Le pistolet de Landusky s'est coincé et Curry l'a tué.
Curry a été arrêté et une enquête a été publiée jugeant qu'il a agi en légitime défense. Toutefois, un procès officiel a été engagé. Curry croyait qu'il n'obtiendrait pas un procès équitable, parce que le juge était un ami proche de Landusky. Pour cette raison, Curry a quitté la ville.

## Avec le gang de Black Jack Ketchum
Il a commencé à fréquenter le hors-la-loi "Black Jack" Ketchum. Les détectives de Pinkerton ont commencé à suivre Curry peu de temps après son départ du Montana. En janvier 1896, Curry reçut la nouvelle qu'un vieil ami de Landusky, l'éleveur James Winters, l'espionnait contre la récompense offerte à son arrestation. Curry et deux de ses frères, Johnny et Lonny, sont allés au ranch de Winters pour l'affronter. Cependant, une fusillade a éclaté. Johnny a été tué, tandis que Curry et Lonny se sont échappés. Peu de temps après, Curry et Lonny se sont disputés avec Black Jack Ketchum au sujet de la part de butin d'un braquage de train. Les deux frères ont quitté le gang.

## Formation de son propre gang
Ils ont tous les deux obtenu un emploi dans un ranch, arrangé par leur cousin, Bob Lee, près de Sand Gulch, Colorado. Les agents de Pinkerton qui traînaient Curry abandonna brièvement sa piste. Curry, Lonny, Walt Putnam et George Curry ont formé leur propre gang autour de cette période. Il a temporairement quitté le Colorado, avec l'intention de repérer de bonnes cibles pour des vols potentiels. Le 15 avril 1897, Curry aurait été impliqué dans le meurtre du vice-shérif William Deane de Powder River, Wyoming,  alors que lui et sa bande ont rassemblé des chevaux frais dans un ranch dans le bassin de Powder River. Ensuite, il est retourné au Colorado au ranch où il travaillait.
En juin 1897, le travail de cow-boy avait pris fin, et Curry s'aventura au nord avec le reste de la bande. Ils ont cambriolé une banque à Belle Fourche, dans le Dakota du Sud, et ont rencontré la résistance en sortant de la banque de la part des habitants. Un de leurs amis, Tom O'Day, a été capturé quand son cheval effrayé s'est enfui sans lui. Les autres se sont échappés, mais en planifiant un second vol, une troupe de la ville les a rattrapés dans le comté de Fergus, dans le Montana. Au cours d'une fusillade, Curry a été touché au poignet, et son cheval a été abattu sous lui, ce qui a permis sa capture. George Curry et Walt Putnam ont également été capturés. Tous les trois ont été détenus dans la prison de Deadwood, au Dakota du Sud, mais seulement brièvement ; ils ont maîtrisé le geôlier et se sont échappés. Ils sont retournés dans le Montana et ont braqué deux bureaux de poste,.

## Avec Butch Cassidy et la Wild Bunch
Pendant ce temps, il a commencé à fréquenter la bande de la Wild Bunch de Butch Cassidy. Le 2 juin 1899, le gang a braqué le train Overland Flyer de l'Union Pacific Railroad près de Wilcox, Wyoming, un vol qui est devenu célèbre. Beaucoup d'hommes de loi notables de l'époque ont pris part à la traque des voleurs, mais ils n'ont pas été capturés.
Pendant une fusillade avec des hommes de loi à la suite de ce vol, Kid Curry et George Curry ont tous les deux tiré et tué le shérif Joe Hazen du comté de Converse. Tom Horn, l'agent de Pinkerton, a obtenu des informations de l'expert en explosifs Bill Speck, qui a révélé que George Curry et Kid Curry avaient abattu Hazen, ce que Horn a transmis à Charlie Siringo, détective de Pinkerton. Le gang s'est enfui à Hole-in-the-Wall, un endroit que le gang utilise comme cachette. Curry et le Sundance Kid peuvent avoir utilisé une cabane en rondins maintenant à Old Trail Town comme cachette pour préparer le braquage d'une banque à Red Lodge, au Montana. Cependant, ils n'ont jamais volé la banque Red Lodge et la participation de Sundance n'a jamais été prouvée. Butch Cassidy, le Sundance Kid, et d'autres desperados se rencontre dans une autre cabine apportée à Old Trail Town depuis Hole-in-the-Wall dans le centre-nord du Wyoming. Il a été construit en 1883 par Alexander Gand.
Siringo avait été chargé d'infiltrer le gang de hors-la-loi. Il est devenu ami avec Elfie Landusky. Elfie utilisait le nom de famille de Curry, prétendant que Lonny Curry l'avait mise enceinte. Grâce à elle, Siringo avait l'intention de localiser le gang. Siringo a changé son nom à Charles L. Carter, s'est déguisé en tant qu'artisan sur-le-courir, et a commencé à se mêler aux gens qui pourraient connaître les Currys, devenant des amis avec Jim Thornhill.

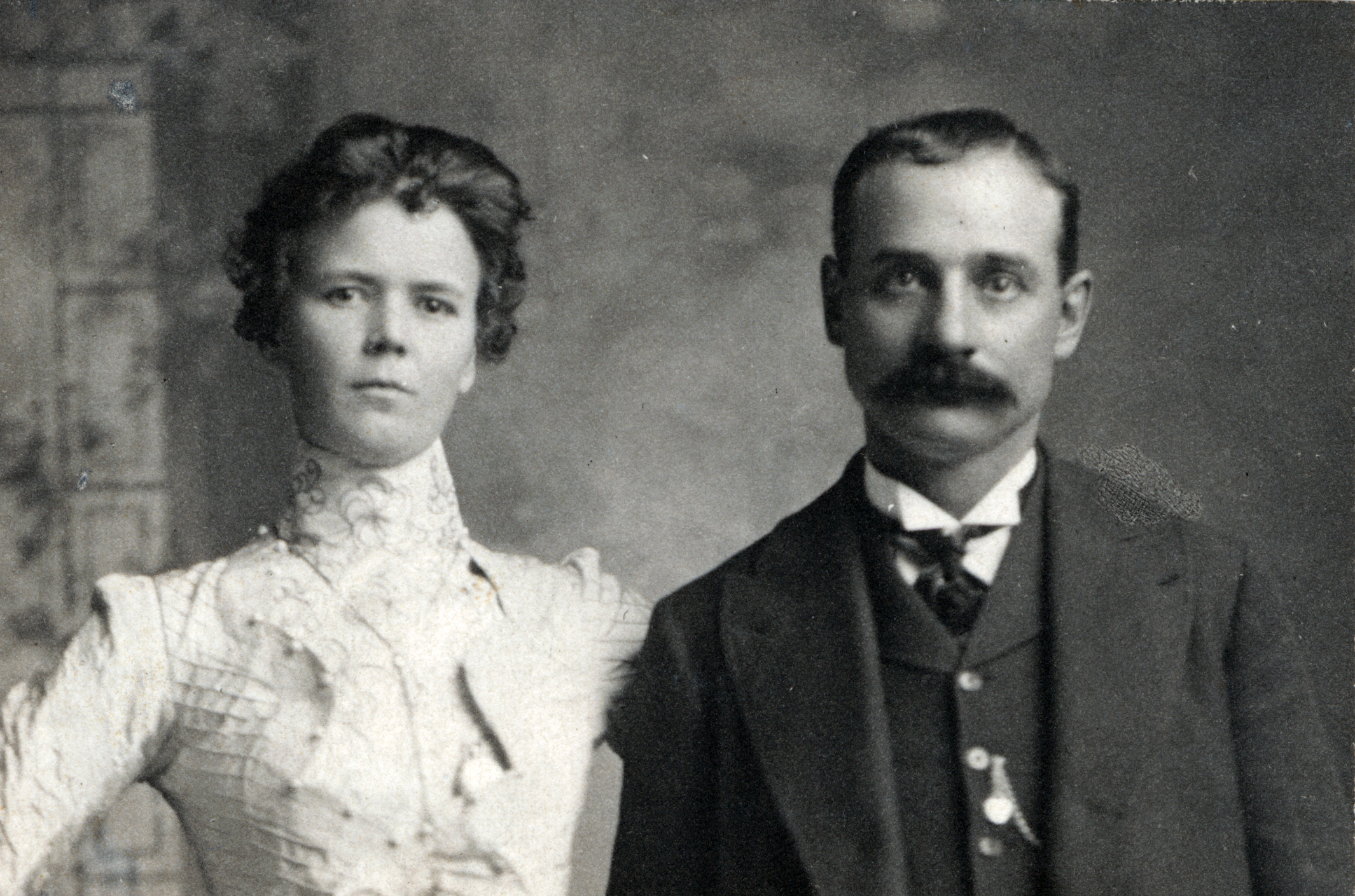
Logan avec Della Moore

Cependant, Kid Curry était dans un endroit appelé «Robbers Roost», dans l'Utah. Curry est ensuite allé à Alma, Nouveau Mexique, avec Cassidy et d'autres, ayant l'intention de se cacher pendant un certain temps. Le 11 juillet 1899, alors qu'il travaillait au W.S. Ranch, Curry a attaqué un train de la Colorado and Southern Railway près de Folsom, au Nouveau-Mexique, avec les membres de gang Elzy Lay et Sam Ketchum. Une troupe menée par le shérif Ed Farr du comté de Huerfano (Colorado) a coincé le gang près d'un secteur appelé Turkey Creek, qui a abouti à deux fusillades sur une période de quatre jours. Lay et Ketchum ont été blessés et plus tard capturés, avec Lay tuant le shérif et blessant le député du comté de Colfax Henry Love. Il a été condamné à perpétuité pour les meurtres. Ketchum est mort de ses blessures quelques jours plus tard en détention, et l'adjoint Love est mort de ses blessures. Curry s'est échappé, mais lui, Cassidy, et d'autres membres de la bande ont été forcés de quitter le Nouveau-Mexique. Sam Ketchum était le frère de Tom "Black Jack" Ketchum. Curry se rendit à San Antonio, où il resta brièvement. Il y rencontra la prostituée Della Moore (aussi connue sous le nom d'Annie Rogers ou Maude Williams), avec qui il entama une relation. À l'époque de leur rencontre, elle travaillait dans le bordel de Madame Fannie Porter, qui était une planque régulière de la bande de la Wild Bunch.

## Vengeance à Moab et autres meurtres pour éviter la capture
Le 28 février 1900, des hommes de loi tentaient d'arrêter Lonny Curry chez sa tante. Lonny a été tué dans la fusillade qui a suivi, et son cousin Bob Lee a été arrêté pour vol de bétail et envoyé en prison dans le Wyoming. Kid Curry était maintenant le dernier frère survivant. En Mars 1900, Curry a été identifié à St. Johns, Comté d'Apache, en Arizona alors qu'il passait des billets soupçonnées provenir du vol de Wilcox. Le shérif local du comté d'Apache, Edward Beeler, a rassemblé une troupe et a commencé à suivre Curry, qui était accompagné par Bill Carver. Curry et Carver ont tué l'adjoint Andrew Gibbons et l'adjoint Frank LeSeuer. Le 26 mai, Kid Curry est monté dans l'Utah et a tué le shérif du comté de Grand dans l'Utah Jesse Tyler et l'adjoint Sam Jenkins dans une fusillade effrontée à Moab. Les deux meurtres ont été en représailles pour la mort de George Curry et de son frère Lonny.
Curry revint ensuite avec la Wild Bunch. Le 29 août ils ont braqué le train n°3 de l'Union Pacific près de Tipton, Wyoming, les journaux prétendant un butin de 55 000$ pour la bande. Le groupe s'est de nouveau scindé, Kid Curry et Ben Kilpatrick se dirigeant vers le sud à Fort Worth, au Texas, tandis que Cassidy, le Sundance Kid et Bill Carver ont immédiatement procédé à un autre vol à Winnemucca, au Nevada.

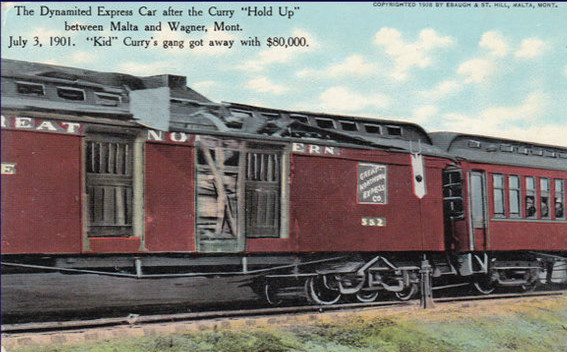
La voiture du Great Northern express dynamité, pillé le 3 juillet 1901.

Siringo, toujours à l'affaire pour les Pinkertons, était à Circleville, Utah, où Butch Cassidy avait été élevé. Curry a rejoint le gang, et ils ont frappé un train de la Great Northern Railway près de Wagner, Montana le 3 juillet. Cette fois, ils ont pris plus de 60 000 $ en espèces. Le membre du gang Will Carver a été tué à Sonora, au Texas, par le shérif Elijah Briant du comté de Sutton pendant la poursuite qui a suivi ce vol.
Encore une fois, le gang s'est séparé. En octobre 1901, Della Moore a été arrêtée à Nashville, Tennessee pour avoir utilisé de l'argent lié à un vol antérieur impliquant Curry. Les 5 et 6 novembre, les membres du gang Ben Kilpatrick et Laura Bullion ont été capturés à Saint-Louis, Missouri. Le 13 décembre, Kid Curry a tiré sur les policiers de Knoxville, Tennessee William Dinwiddle et Robert Saylor dans une fusillade et s'est échappé. Curry, malgré les poursuites des agents de Pinkerton et d'autres représentants de la loi, est retourné au Montana, où il a tué l'éleveur James Winters, responsable du meurtre de son frère Johnny des années auparavant.

## Capture, évasion et mort
Curry se rend ensuite à Knoxville. Dans une salle de billard le 30 novembre 1902, Curry a été capturé après une longue bagarre avec les hommes de loi. Il a été reconnu coupable de vol qualifié parce que les faits relatifs au meurtre des deux policiers n'étaient pas précis et qu'aucun témoin ne témoignerait, et il a été condamné à 20 ans de travaux forcés et à une amende de 5 000 $. Le 27 juin 1903, Curry s'échappa. Des rumeurs apparurent selon lesquelles un député avait reçu un pot-de-vin de 8 000 $ pour permettre son évasion, mais rien ne pouvait être prouvé.
Le 7 juin 1904, Kid Curry a été traqué par une troupe à proximité de Parachute, Colorado. Curry et deux autres avaient braqué un train de la Denver and Rio Grande Western Railroad à côté de Parachute. Pendant leur fuite, ils ont volé des chevaux frais appartenant à Roll Gardner et un voisin. Le lendemain matin, quand ils ont découvert que leurs chevaux avaient été volés, Gardner et le voisin se sont mis à la poursuite de la bande. Ils se sont joints à une troupe et ont continué à suivre les hors-la-loi. Le gang a tiré sur les chevaux de Gardner et de son voisin. Gardner a trouvé une couverture tandis que son voisin a commencé à s'enfuir en courant. Kid Curry a visé le voisin et Gardner a tiré sur Curry. Curry, blessé, a décidé de mettre fin à ses jours, et il s'est tiré une balle dans la tête pour éviter la capture. Les deux autres voleurs ont échappé,. Le fusil de Gardner utilisé est toujours dans la famille aujourd'hui. Les rumeurs persistent que Curry n'a pas été tué à Parachute, et a été mal identifié, étant en fait parti pour l'Amérique du Sud avec Butch Cassidy et Sundance. Charlie Siringo a démissionné de la Pinkerton, après avoir cru qu'ils avaient eu la mauvaise personne.
Curry est enterré dans le cimetière de Pioneer (Linwood) donnant sur Glenwood Springs, Colorado, à une courte distance du mémorial de Doc Holliday, un autre pistolero.

## Apparition dans la littérature et le cinéma
Curry apparaît comme un personnage dans Mr American de George MacDonald Fraser. Le roman, situé en 1909, utilise la polémique entourant la mort de Curry pour le représenter comme ayant survécu à la fusillade près de Parachute et plus tard poursuivant le protagoniste du roman, Mark Franklin, en Angleterre, où Curry tente de le tuer.
Ted Cassidy a joué Logan dans Butch Cassidy et le Kid.
Ben Murphy a dépeint un Kid Curry de fiction dans la série télévisée des années 1970 Opération danger.
Les Mythbusters ont testé l'affirmation que Logan pouvait laisser lancer un dollar d'argent de sa main, puis tirer et touché de cinq coups de son revolver avant qu'il ne retombe au sol. Ils ont jugé l'affirmation très improbable.
Apparaît dans le jeu vidéo Call of Juarez: Gunslinger et est un boss de fin de niveau.
En 2015 Rocky Mountain Distilling + Bottling situé à West Valley City, Utah a commencé à produire la Kid Curry Vodka. En 2016 le Kid Kid Curry Silver Rum a été lancé par la même société.